# Perlohmannia dissimilis
Perlohmannia dissimilis är en kvalsterart som först beskrevs av Hewitt 1908.  Perlohmannia dissimilis ingår i släktet Perlohmannia och familjen Perlohmaniidae. Inga underarter finns listade i Catalogue of Life.